# Кшешовице (гмина)
Кшешовице (пол. Gmina Krzeszowice) — городско-сельская гмина (волость) в Польше, входит как административная единица в Краковский повет, Малопольское воеводство. Административным центром гмины является город Кшешовице.

## Демография
Население — 32 492 человека (на 2013 год).
| Перепись                       | Всего   | Всего | Женщины | Женщины | Мужчины | Мужчины |
| ------------------------------ | ------- | ----- | ------- | ------- | ------- | ------- |
| Единицы                        | человек | %     | человек | %       | человек | %       |
| Население                      | 31 339  | 100   | 16 338  | 52,1    | 15 001  | 47,9    |
| Плотность населения (чел./км²) | 224,9   | 224,9 | 117,2   | 117,2   | 107,6   | 107,6   |

## Поселения
1. Воля-Филиповская
2. Заляс
3. Жары
4. Дембник
5. Дубе
6. Заляс
7. Жары
8. Кшешовице
9. Менкиня
10. Навоёва-Гура
11. Заляс
12. Жары
13. Нова-Гура
14. Нова-Гура-Ланы
15. Остренжница
16. Пачултовице
17. Рудно
18. Санка
19. Седлец
20. Тенчинек
21. Филиповице
22. Фрывалд
23. Черна

## Соседние гмины
1. Гмина Альверня
2. Гмина Чернихув
3. Гмина Ежмановице-Пшегиня
4. Гмина Лишки
5. Гмина Олькуш
6. Гмина Тшебиня
7. Гмина Забежув